# Thomas Kastrup-Larsen
Thomas Kastrup-Larsen (født 3. februar 1973 i Kalundborg) er en socialdemokratisk politiker, som var borgmester i Aalborg Kommune fra 1. januar 2014 til hans udtrædelse af Aalborg Byråd 31. maj 2023. Han meddelte i marts 2023 at han ville træde tilbage som borgmester 31. juli 2023 og ikke genopstille ved kommunalvalget i 2025. Han angav som årsag at ville prøve noget nyt efter 25 år som byrådsmedlem. Da han efterfølgende blev ansat som direktør på Professionshøjskolen UCN fra 1. juni blev hans afgang fra byrådet fremrykket til 31. maj 2023, og første viceborgmester  Helle Frederiksen blev fungerende borgmester fra 1. juni.
Thomas Kastrup-Larsen bor i Aalborg Vestby sammen med sine tre børn.
Han er uddannet i Politik & Administration fra Aalborg Universitet. Før han blev valgt som rådmand og borgmester, arbejdede han for AOF i Aalborg.
Thomas Kastrup-Larsen valgte i januar 2022 at sygemelde sig med stress efter anklager om en sag med køb af en video for 100.000 kr., som af flere danske medier og politiske eksperter blev kaldt "retur-kommission". Enhedslistens byrådsmedlem i Aalborg Per Clausen udtaler til det danske medie BT at "Det er helt uacceptabelt, at borgmesteren får finansieret sin valgkamp ved at man fifler med indbetalingerne og skjuler, hvor pengene kommer fra". Samme medie kalder sygemeldningen fra Thomas Kastrup-Larsen mistænkelig da den falder næsten øjeblikkeligt med den dårlige presse omtale, som er et generelt problem i Danmark hvor en lang række offentlige ansatte udnytter de lukrative regler om sygemelding til at fjerne sig fra kritiske spørgsmål og samtidigt fortsætter med at modtage løn. "Timingen er suspekt" siger BT's ansvarshavende redaktør Anders Leonhard Jensen.

## Politiske embeder
Thomas Kastrup-Larsen sad i Aalborg byråd fra 1. januar 1998 til 31. maj 2023
Han havde følgende poster:
- Siden 1998: Medlem af Aalborg Byråd
- Siden 2007: Formand for Nordjyllands Trafikselskab
- Siden 2008: Formand for Trafikselskaberne i Danmark
- Siden 2014: Borgmester i Aalborg Kommune

Andre poster:
- Siden 2010: Medlem af KKR Nordjylland, kommunekontaktråd under KL.
- Siden 2010: Medlem af Sundhedskoordinationsudvalget under Region Nordjylland
- Medlem af VL-gruppe 19[9]

## Tidligere poster
- Medlem af Danmarks Socialdemokratiske Ungdom i Aalborg
- 1998-2006: Medlem af Skole- og Kulturudvalget
- Formand for Ungdomsskolen i Aalborg.
- Rådmand for Sundhed og Bæredygtig Udvikling i Aalborg Kommune